# Campionato europeo maschile di pallavolo 2021
Il campionato europeo maschile di pallavolo 2021 si è svolto dal 1º al 19 settembre 2021 a Cracovia, Danzica e Katowice, in Polonia, a Ostrava, in Repubblica Ceca, a Tallinn, in Estonia, e a Tampere, in Finlandia: al torneo hanno partecipato ventiquattro squadre nazionali europee e la vittoria finale è andata per la settima volta all'Italia.

## Qualificazioni
Al torneo hanno partecipato: le quattro nazionali dei paesi organizzatori, le prime otto nazionali classificate al campionato europeo 2019 (in questo caso si è qualificata la nona classificata in quanto la Polonia, terza nella precedente edizione, è già qualificata come paese organizzatore) e dodici nazionali qualificate tramite il torneo di qualificazione.

## Impianti
|                                                                      |                                                                    |                                                                         |
|                                                                      |                                                                    |                                                                         |
| Kraków Arena Città: Cracovia Capienza: 15 030 Anno d'apertura: 2014  | Ergo Arena Città: Danzica Capienza: 11 409 Anno d'apertura: 2010   | Spodek Città: Katowice Capienza: 11 500 Anno d'apertura: 1971           |
|                                                                      |                                                                    |                                                                         |
| Ostravar Aréna Città: Ostrava Capienza: 10 004 Anno d'apertura: 1986 | Saku Suurhall Città: Tallinn Capienza: 7 200 Anno d'apertura: 2001 | Tampereen jäähalli Città: Tampere Capienza: 7 300 Anno d'apertura: 1965 |

## Regolamento

### Formula
Le squadre hanno disputato una prima fase a gironi con formula del girone all'italiana; al termine della prima fase le prime quattro classificate di ogni girone hanno acceduto alla fase finale, strutturata in ottavi di finale, quarti di finale, semifinali, finale per il terzo posto e finale.

### Criteri di classifica
Se il risultato finale è stato di 3-0 o 3-1 sono stati assegnati 3 punti alla squadra vincente e 0 a quella sconfitta, se il risultato finale è stato di 3-2 sono stati assegnati 2 punti alla squadra vincente e 1 a quella sconfitta.
L'ordine del posizionamento in classifica è stato definito in base a:
- Numero di partite vinte;
- Punti;
- Ratio dei set vinti/persi;
- Ratio dei punti realizzati/subiti;
- Risultati degli scontri diretti.

## Squadre partecipanti
| Squadra            | Qualificazione                               | Ultima partecipazione                        |
| ------------------ | -------------------------------------------- | -------------------------------------------- |
| Belgio             | 9ª al campionato europeo 2019                | Francia, Slovenia, Belgio e Paesi Bassi 2019 |
| Bielorussia        | Migliore seconda al torneo di qualificazione | Francia, Slovenia, Belgio e Paesi Bassi 2019 |
| Bulgaria           | 1ª al torneo di qualificazione (girone B)    | Francia, Slovenia, Belgio e Paesi Bassi 2019 |
| Croazia            | Migliore seconda al torneo di qualificazione | / Bulgaria e Italia 2015                     |
| Estonia            | Paese organizzatore                          | Francia, Slovenia, Belgio e Paesi Bassi 2019 |
| Finlandia          | Paese organizzatore                          | Francia, Slovenia, Belgio e Paesi Bassi 2019 |
| Francia            | 4ª al campionato europeo 2019                | Francia, Slovenia, Belgio e Paesi Bassi 2019 |
| Germania           | 8ª al campionato europeo 2019                | Francia, Slovenia, Belgio e Paesi Bassi 2019 |
| Grecia             | Migliore seconda al torneo di qualificazione | Francia, Slovenia, Belgio e Paesi Bassi 2019 |
| Italia             | 6ª al campionato europeo 2019                | Francia, Slovenia, Belgio e Paesi Bassi 2019 |
| Lettonia           | 1ª al torneo di qualificazione (girone D)    | Grecia 1995                                  |
| Macedonia del Nord | Migliore seconda al torneo di qualificazione | Francia, Slovenia, Belgio e Paesi Bassi 2019 |
| Montenegro         | 1ª al torneo di qualificazione (girone F)    | Francia, Slovenia, Belgio e Paesi Bassi 2019 |
| Paesi Bassi        | 1ª al torneo di qualificazione (girone A)    | Francia, Slovenia, Belgio e Paesi Bassi 2019 |
| Polonia            | Paese organizzatore                          | Francia, Slovenia, Belgio e Paesi Bassi 2019 |
| Portogallo         | 1ª al torneo di qualificazione (girone G)    | Francia, Slovenia, Belgio e Paesi Bassi 2019 |
| Rep. Ceca          | Paese organizzatore                          | Francia, Slovenia, Belgio e Paesi Bassi 2019 |
| Russia             | 5ª al campionato europeo 2019                | Francia, Slovenia, Belgio e Paesi Bassi 2019 |
| Serbia             | 1ª al campionato europeo 2019                | Francia, Slovenia, Belgio e Paesi Bassi 2019 |
| Slovacchia         | 1ª al torneo di qualificazione (girone E)    | Francia, Slovenia, Belgio e Paesi Bassi 2019 |
| Slovenia           | 2ª al campionato europeo 2019                | Francia, Slovenia, Belgio e Paesi Bassi 2019 |
| Spagna             | Migliore seconda al torneo di qualificazione | Francia, Slovenia, Belgio e Paesi Bassi 2019 |
| Turchia            | 1ª al torneo di qualificazione (girone C)    | Francia, Slovenia, Belgio e Paesi Bassi 2019 |
| Ucraina            | 7ª al campionato europeo 2019                | Francia, Slovenia, Belgio e Paesi Bassi 2019 |

## Torneo

### Fase a gironi
I gironi sono stati sorteggiati il 27 maggio 2021 a Helsinki.
| Girone A   | Girone B    | Girone C           | Girone D   |
| ---------- | ----------- | ------------------ | ---------- |
| Belgio     | Bielorussia | Finlandia          | Croazia    |
| Grecia     | Bulgaria    | Macedonia del Nord | Estonia    |
| Polonia    | Italia      | Paesi Bassi        | Francia    |
| Portogallo | Montenegro  | Russia             | Germania   |
| Serbia     | Rep. Ceca   | Spagna             | Lettonia   |
| Ucraina    | Slovenia    | Turchia            | Slovacchia |

#### Girone A

##### Risultati
| 2 settembre 2021 Kraków Arena, Cracovia Durata: 2h:16 - Spettatori: 549    | Grecia     | 2 - 3 | Ucraina    | 25-22, 24-26, 25-22, 19-25, 6-15  |
| 2 settembre 2021 Kraków Arena, Cracovia Durata: 1h:42 - Spettatori: 5 122  | Polonia    | 3 - 1 | Portogallo | 25-16, 22-25, 25-16, 25-19        |
| 2 settembre 2021 Kraków Arena, Cracovia Durata: 1h:47 - Spettatori: 600    | Belgio     | 1 - 3 | Serbia     | 13-25, 18-25, 25-21, 20-25        |
| 3 settembre 2021 Kraków Arena, Cracovia Durata: 1h:26 - Spettatori: 576    | Belgio     | 2 - 3 | Portogallo | 23-25, 22-25, 25-20, 25-18, 13-15 |
| 3 settembre 2021 Kraków Arena, Cracovia Durata: 1h:36 - Spettatori: 910    | Ucraina    | 0 - 3 | Serbia     | 25-27, 24-26, 21-25               |
| 4 settembre 2021 Kraków Arena, Cracovia Durata: 1h:25 - Spettatori: 4 994  | Belgio     | 3 - 0 | Grecia     | 25-16, 25-22, 25-22               |
| 4 settembre 2021 Kraków Arena, Cracovia Durata: 2h:31 - Spettatori: 12 707 | Serbia     | 2 - 3 | Polonia    | 21-25, 25-23, 25-20, 20-25, 14-16 |
| 5 settembre 2021 Kraków Arena, Cracovia Durata: 2h:17 - Spettatori: 2 037  | Portogallo | 2 - 3 | Ucraina    | 18-25, 23-25, 25-21, 26-24, 11-15 |
| 5 settembre 2021 Kraków Arena, Cracovia Durata: 1h:56 - Spettatori: 5 521  | Grecia     | 1 - 3 | Polonia    | 15-25, 22-25, 25-20, 24-26        |
| 6 settembre 2021 Kraków Arena, Cracovia Durata: 1h:49 - Spettatori: 2 614  | Portogallo | 1 - 3 | Serbia     | 15-25, 21-25, 25-22, 17-25        |
| 6 settembre 2021 Kraków Arena, Cracovia Durata: 1h:26 - Spettatori: 8 316  | Polonia    | 3 - 0 | Belgio     | 25-18, 26-24, 25-16               |
| 7 settembre 2021 Kraków Arena, Cracovia Durata: 2h:13 - Spettatori: 576    | Serbia     | 3 - 2 | Grecia     | 25-23, 22-25, 25-16, 28-30, 15-5  |
| 7 settembre 2021 Kraków Arena, Cracovia Durata: 2h:03 - Spettatori: 750    | Ucraina    | 3 - 1 | Belgio     | 25-27, 25-23, 25-18, 25-23        |
| 8 settembre 2021 Kraków Arena, Cracovia Durata: 1h:13 - Spettatori: 6 542  | Polonia    | 3 - 0 | Ucraina    | 25-15, 25-20, 25-21               |
| 8 settembre 2021 Kraków Arena, Cracovia Durata: 1h:57 - Spettatori: 500    | Grecia     | 1 - 3 | Portogallo | 22-25, 26-24, 20-25, 22-25        |

##### Classifica
| Pos. | Squadra    | Pt | G | V | P | SV | SP | Ratio | PF  | PS  | Ratio |
| ---- | ---------- | -- | - | - | - | -- | -- | ----- | --- | --- | ----- |
| 1.   | Polonia    | 14 | 5 | 5 | 0 | 15 | 4  | 3,750 | 453 | 381 | 1,189 |
| 2.   | Serbia     | 12 | 5 | 4 | 1 | 14 | 7  | 2,000 | 491 | 432 | 1,136 |
| 3.   | Ucraina    | 7  | 5 | 3 | 2 | 9  | 11 | 0,818 | 446 | 446 | 1,000 |
| 4.   | Portogallo | 6  | 5 | 2 | 3 | 10 | 12 | 0,833 | 459 | 502 | 0,914 |
| 5.   | Belgio     | 4  | 5 | 1 | 4 | 7  | 12 | 0,583 | 408 | 435 | 0,937 |
| 6.   | Grecia     | 2  | 5 | 0 | 5 | 6  | 15 | 0,400 | 434 | 495 | 0,876 |

      Qualificata agli ottavi di finale.

#### Girone B

##### Risultati
| 3 settembre 2021 Ostravar Aréna, Ostrava Durata: 1h:13 - Spettatori: 355   | Italia      | 3 - 0 | Bielorussia | 25-18, 25-12, 25-15               |
| 3 settembre 2021 Ostravar Aréna, Ostrava Durata: 1h:23 - Spettatori: 650   | Montenegro  | 0 - 3 | Bulgaria    | 22-25, 17-25, 25-27               |
| 3 settembre 2021 Ostravar Aréna, Ostrava Durata: 1h:48 - Spettatori: 2 425 | Rep. Ceca   | 3 - 1 | Slovenia    | 26-24, 25-18, 14-25, 25-19        |
| 4 settembre 2021 Ostravar Aréna, Ostrava Durata: 1h:07 - Spettatori: 0     | Montenegro  | 0 - 3 | Slovenia    | 17-25, 16-25, 16-25               |
| 4 settembre 2021 Ostravar Aréna, Ostrava Durata: 1h:46 - Spettatori: 2 536 | Bielorussia | 3 - 1 | Rep. Ceca   | 25-20, 19-25, 25-21, 25-19        |
| 5 settembre 2021 Ostravar Aréna, Ostrava Durata: 2h:10 - Spettatori: 2 953 | Rep. Ceca   | 2 - 3 | Bulgaria    | 10-25, 25-23, 25-18, 24-26, 11-15 |
| 5 settembre 2021 Ostravar Aréna, Ostrava Durata: 1h:24 - Spettatori: 411   | Italia      | 3 - 0 | Montenegro  | 25-17, 25-20, 26-24               |
| 6 settembre 2021 Ostravar Aréna, Ostrava Durata: 1h:38 - Spettatori: 285   | Bulgaria    | 1 - 3 | Italia      | 19-25, 18-25, 25-17, 12-25        |
| 6 settembre 2021 Ostravar Aréna, Ostrava Durata: 1h:16 - Spettatori: 159   | Slovenia    | 3 - 0 | Bielorussia | 25-20, 25-20, 25-15               |
| 7 settembre 2021 Ostravar Aréna, Ostrava Durata: 1h:13 - Spettatori: 350   | Slovenia    | 3 - 0 | Bulgaria    | 25-18, 25-19, 25-21               |
| 7 settembre 2021 Ostravar Aréna, Ostrava Durata: 1h:22 - Spettatori: 2 253 | Montenegro  | 0 - 3 | Rep. Ceca   | 28-30, 23-25, 10-25               |
| 8 settembre 2021 Ostravar Aréna, Ostrava Durata: 1h:28 - Spettatori: 235   | Italia      | 3 - 0 | Slovenia    | 27-25, 25-20, 25-23               |
| 8 settembre 2021 Ostravar Aréna, Ostrava Durata: 1h:18 - Spettatori: 67    | Bielorussia | 3 - 0 | Montenegro  | 25-23, 25-21, 25-12               |
| 9 settembre 2021 Ostravar Aréna, Ostrava Durata: 1h:44 - Spettatori: 852   | Bulgaria    | 3 - 1 | Bielorussia | 25-13, 25-18, 24-26, 25-22        |
| 9 settembre 2021 Ostravar Aréna, Ostrava Durata: 2h:04 - Spettatori: 3 675 | Rep. Ceca   | 1 - 3 | Italia      | 20-25, 21-25, 25-23, 22-25        |

##### Classifica
| Pos. | Squadra     | Pt | G | V | P | SV | SP | Ratio | PF  | PS  | Ratio |
| ---- | ----------- | -- | - | - | - | -- | -- | ----- | --- | --- | ----- |
| 1.   | Italia      | 15 | 5 | 5 | 0 | 15 | 2  | 7,500 | 418 | 336 | 1,244 |
| 2.   | Slovenia    | 9  | 5 | 3 | 2 | 10 | 6  | 1,666 | 379 | 329 | 1,152 |
| 3.   | Bulgaria    | 8  | 5 | 3 | 2 | 10 | 9  | 1,111 | 415 | 405 | 1,024 |
| 4.   | Rep. Ceca   | 7  | 5 | 2 | 3 | 10 | 10 | 1,000 | 438 | 446 | 0,982 |
| 5.   | Bielorussia | 6  | 5 | 2 | 3 | 7  | 10 | 0,700 | 348 | 390 | 0,892 |
| 6.   | Montenegro  | 0  | 5 | 0 | 5 | 0  | 15 | 0,000 | 291 | 383 | 0,759 |

      Qualificata agli ottavi di finale.

#### Girone C

##### Risultati
| 1º settembre 2021 Tampereen jäähalli, Tampere Durata: 1h:58 - Spettatori: 2 387 | Finlandia          | 3 - 1 | Macedonia del Nord | 25-20, 25-15, 24-26, 25-22        |
| 2 settembre 2021 Tampereen jäähalli, Tampere Durata: 1h:58 - Spettatori: 1 006  | Russia             | 1 - 3 | Turchia            | 27-29, 25-16, 21-25, 19-25        |
| 2 settembre 2021 Tampereen jäähalli, Tampere Durata: 1h:26 - Spettatori: 1 006  | Paesi Bassi        | 3 - 0 | Spagna             | 25-23, 26-24, 25-22               |
| 3 settembre 2021 Tampereen jäähalli, Tampere Durata: 2h:17 - Spettatori: 1 020  | Turchia            | 3 - 1 | Spagna             | 25-16, 29-31, 27-25, 25-23        |
| 3 settembre 2021 Tampereen jäähalli, Tampere Durata: 1h:20 - Spettatori: 1 020  | Paesi Bassi        | 3 - 0 | Macedonia del Nord | 25-20, 25-18, 25-22               |
| 4 settembre 2021 Tampereen jäähalli, Tampere Durata: 1h:19 - Spettatori: 3 100  | Spagna             | 0 - 3 | Finlandia          | 19-25, 20-25, 18-25               |
| 4 settembre 2021 Tampereen jäähalli, Tampere Durata: 2h:08 - Spettatori: 2 972  | Paesi Bassi        | 2 - 3 | Russia             | 13-25, 25-19, 21-25, 25-21, 13-15 |
| 5 settembre 2021 Tampereen jäähalli, Tampere Durata: 1h:13 - Spettatori: 2 965  | Macedonia del Nord | 0 - 3 | Turchia            | 22-25, 12-25, 15-25               |
| 5 settembre 2021 Tampereen jäähalli, Tampere Durata: 1h:50 - Spettatori: 3 100  | Russia             | 3 - 1 | Finlandia          | 22-25, 25-15, 25-23, 25-17        |
| 6 settembre 2021 Tampereen jäähalli, Tampere Durata: 1h:58 - Spettatori: 323    | Macedonia del Nord | 1 - 3 | Spagna             | 23-25, 25-21, 28-30, 15-25        |
| 6 settembre 2021 Tampereen jäähalli, Tampere Durata: 2h:01 - Spettatori: 366    | Turchia            | 1 - 3 | Paesi Bassi        | 25-22, 25-27, 25-27, 23-25        |
| 7 settembre 2021 Tampereen jäähalli, Tampere Durata: 1h:48 - Spettatori: 1 626  | Spagna             | 1 - 3 | Russia             | 20-25, 25-20, 16-25, 17-25        |
| 7 settembre 2021 Tampereen jäähalli, Tampere Durata: 1h:57 - Spettatori: 2 869  | Finlandia          | 1 - 3 | Paesi Bassi        | 23-25, 25-21, 25-27, 20-25        |
| 8 settembre 2021 Tampereen jäähalli, Tampere Durata: 1h:15 - Spettatori: 1 066  | Russia             | 3 - 0 | Macedonia del Nord | 25-15, 25-13, 25-18               |
| 8 settembre 2021 Tampereen jäähalli, Tampere Durata: 2h:12 - Spettatori: 2 450  | Finlandia          | 3 - 2 | Turchia            | 25-17, 16-25, 27-29, 25-18, 15-13 |

##### Classifica
| Pos. | Squadra            | Pt | G | V | P | SV | SP | Ratio | PF  | PS  | Ratio |
| ---- | ------------------ | -- | - | - | - | -- | -- | ----- | --- | --- | ----- |
| 1.   | Paesi Bassi        | 13 | 5 | 4 | 1 | 14 | 5  | 2,800 | 447 | 425 | 1,051 |
| 2.   | Russia             | 11 | 5 | 4 | 1 | 13 | 7  | 1,857 | 464 | 396 | 1,171 |
| 3.   | Turchia            | 10 | 5 | 3 | 2 | 12 | 8  | 1,500 | 476 | 445 | 1,069 |
| 4.   | Finlandia          | 8  | 5 | 3 | 2 | 11 | 9  | 1,222 | 455 | 437 | 1,041 |
| 5.   | Spagna             | 3  | 5 | 1 | 4 | 5  | 13 | 0,384 | 400 | 443 | 0,902 |
| 6.   | Macedonia del Nord | 0  | 5 | 0 | 5 | 2  | 15 | 0,133 | 329 | 425 | 0,774 |

      Qualificata agli ottavi di finale.

#### Girone D

##### Risultati
| 1º settembre 2021 Saku Suurhall, Tallinn Durata: 2h:08 - Spettatori: 3 000 | Estonia    | 1 - 3 | Lettonia   | 23-25, 22-25, 25-16, 21-25        |
| 3 settembre 2021 Saku Suurhall, Tallinn Durata: 1h:20 - Spettatori: 125    | Croazia    | 0 - 3 | Germania   | 20-25, 13-25, 19-25               |
| 3 settembre 2021 Saku Suurhall, Tallinn Durata: 1h:19 - Spettatori: 230    | Francia    | 3 - 0 | Slovacchia | 25-22, 25-20, 25-19               |
| 4 settembre 2021 Saku Suurhall, Tallinn Durata: 2h:15 - Spettatori: 3 400  | Slovacchia | 2 - 3 | Estonia    | 27-25, 25-22, 18-25, 14-25, 13-15 |
| 4 settembre 2021 Saku Suurhall, Tallinn Durata: 2h:35 - Spettatori: 800    | Croazia    | 3 - 2 | Lettonia   | 28-30, 25-20, 23-25, 31-29, 15-11 |
| 5 settembre 2021 Saku Suurhall, Tallinn Durata: 1h:23 - Spettatori: 5 000  | Estonia    | 0 - 3 | Germania   | 19-25, 16-25, 21-25               |
| 5 settembre 2021 Saku Suurhall, Tallinn Durata: 1h:17 - Spettatori: 1 000  | Francia    | 3 - 0 | Croazia    | 25-15, 25-16, 26-24               |
| 6 settembre 2021 Saku Suurhall, Tallinn Durata: 2h:00 - Spettatori: 350    | Lettonia   | 2 - 3 | Slovacchia | 18-25, 25-23, 25-13, 19-25, 7-15  |
| 6 settembre 2021 Saku Suurhall, Tallinn Durata: 2h:01 - Spettatori: 825    | Germania   | 1 - 3 | Francia    | 29-31, 25-15, 22-25, 22-25        |
| 7 settembre 2021 Saku Suurhall, Tallinn Durata: 1h:50 - Spettatori: 525    | Lettonia   | 1 - 3 | Germania   | 22-25, 19-25, 27-25, 17-25        |
| 7 settembre 2021 Saku Suurhall, Tallinn Durata: 2h:20 - Spettatori: 5 000  | Croazia    | 3 - 2 | Estonia    | 20-25, 22-25, 25-18, 26-24, 15-9  |
| 8 settembre 2021 Saku Suurhall, Tallinn Durata: 2h:03 - Spettatori: 100    | Slovacchia | 1 - 3 | Croazia    | 27-25, 19-25, 19-25, 29-31        |
| 8 settembre 2021 Saku Suurhall, Tallinn Durata: 1h:11 - Spettatori: 335    | Francia    | 3 - 0 | Lettonia   | 25-18, 25-14, 25-17               |
| 9 settembre 2021 Saku Suurhall, Tallinn Durata: 2h:13 - Spettatori: 550    | Germania   | 3 - 2 | Slovacchia | 25-20, 25-17, 25-27, 25-27, 15-9  |
| 9 settembre 2021 Saku Suurhall, Tallinn Durata: 1h:13 - Spettatori: 3 900  | Estonia    | 0 - 3 | Francia    | 18-25, 17-25, 19-25               |

##### Classifica
| Pos. | Squadra    | Pt | G | V | P | SV | SP | Ratio  | PF  | PS  | Ratio |
| ---- | ---------- | -- | - | - | - | -- | -- | ------ | --- | --- | ----- |
| 1.   | Francia    | 15 | 5 | 5 | 0 | 15 | 1  | 15,000 | 397 | 317 | 1,252 |
| 2.   | Germania   | 11 | 5 | 4 | 1 | 13 | 6  | 2,166  | 463 | 389 | 1,190 |
| 3.   | Croazia    | 7  | 5 | 3 | 2 | 9  | 11 | 0,818  | 443 | 461 | 0,961 |
| 4.   | Lettonia   | 5  | 5 | 1 | 4 | 8  | 13 | 0,615  | 434 | 489 | 0,887 |
| 5.   | Slovacchia | 4  | 5 | 1 | 4 | 8  | 14 | 0,571  | 453 | 502 | 0,902 |
| 6.   | Estonia    | 3  | 5 | 1 | 4 | 6  | 14 | 0,428  | 414 | 446 | 0,928 |

      Qualificata agli ottavi di finale.

### Fase finale
|  | Ottavi di finale | Ottavi di finale | Ottavi di finale |  |  | Quarti di finale | Quarti di finale | Quarti di finale |  |    | Semifinali | Semifinali | Semifinali |    |                 | Finale          | Finale          | Finale |
|  |                  |                  |                  |  |  |                  |                  |                  |  |    |            |            |            |    |                 |                 |                 |        |
|  | 1A               | Polonia          | 3                |  |  |                  |                  |                  |  |    |            |            |            |    |                 |                 |                 |        |
|  | 1A               | Polonia          | 3                |  |  |                  |                  |                  |  |    |            |            |            |    |                 |                 |                 |        |
|  | 4C               | Finlandia        | 0                |  |  | 1A               | Polonia          | 3                |  |    |            |            |            |    |                 |                 |                 |        |
|  | 4C               | Finlandia        | 0                |  |  | 1A               | Polonia          | 3                |  |    |            |            |            |    |                 |                 |                 |        |
|  | 2C               | Russia           | 3                |  |  | 2C               | Russia           | 0                |  |    |            |            |            |    |                 |                 |                 |        |
|  | 2C               | Russia           | 3                |  |  | 2C               | Russia           | 0                |  |    |            |            |            |    |                 |                 |                 |        |
|  | 3A               | Ucraina          | 1                |  |  |                  |                  |                  |  | 1A | Polonia    | 1          |            |    |                 |                 |                 |        |
|  | 3A               | Ucraina          | 1                |  |  |                  |                  |                  |  | 1A | Polonia    | 1          |            |    |                 |                 |                 |        |
|  | 1D               | Francia          | 0                |  |  |                  |                  |                  |  |    | 2B         | Slovenia   | 3          |    |                 |                 |                 |        |
|  | 1D               | Francia          | 0                |  |  |                  |                  |                  |  |    | 2B         | Slovenia   | 3          |    |                 |                 |                 |        |
|  | 4B               | Rep. Ceca        | 3                |  |  | 4B               | Rep. Ceca        | 0                |  |    |            |            |            |    |                 |                 |                 |        |
|  | 4B               | Rep. Ceca        | 3                |  |  |                  |                  | 0                |  |    |            |            |            |    |                 |                 |                 |        |
|  | 2B               | Slovenia         | 3                |  |  | 2B               | Slovenia         | 3                |  |    |            |            |            |    |                 |                 |                 |        |
|  | 2B               | Slovenia         | 3                |  |  |                  |                  |                  |  |    |            |            |            |    |                 |                 |                 |        |
|  | 3D               | Croazia          | 1                |  |  |                  |                  |                  |  |    |            |            |            |    | 2B              | Slovenia        | 2               |        |
|  | 3D               | Croazia          | 1                |  |  |                  |                  |                  |  |    |            |            |            |    | 2B              | Slovenia        | 2               |        |
|  | 1C               | Paesi Bassi      | 3                |  |  |                  |                  |                  |  |    |            |            |            |    |                 | 1B              | Italia          | 3      |
|  | 1C               | Paesi Bassi      | 3                |  |  |                  |                  |                  |  |    |            |            |            |    |                 | 1B              | Italia          | 3      |
|  | 4A               | Portogallo       | 2                |  |  | 1C               | Paesi Bassi      | 0                |  |    |            |            |            |    |                 |                 |                 |        |
|  | 4A               | Portogallo       | 2                |  |  |                  |                  |                  |  |    |            |            |            |    |                 |                 |                 |        |
|  | 2A               | Serbia           | 3                |  |  | 2A               | Serbia           | 3                |  |    |            |            |            |    | Finale 3° posto | Finale 3° posto | Finale 3° posto |        |
|  | 2A               | Serbia           | 3                |  |  |                  |                  | 3                |  |    |            |            |            |    |                 |                 |                 |        |
|  | 3C               | Turchia          | 2                |  |  |                  |                  |                  |  | 2A | Serbia     | 1          |            | 1A | Polonia         | 3               |                 |        |
|  | 3C               | Turchia          | 2                |  |  |                  |                  |                  |  | 2A | Serbia     | 1          |            | 1A | Polonia         | 3               |                 |        |
|  | 1B               | Italia           | 3                |  |  |                  |                  |                  |  |    | 1B         | Italia     | 3          |    |                 | 2A              | Serbia          | 0      |
|  | 1B               | Italia           | 3                |  |  |                  |                  |                  |  |    | 1B         | Italia     | 3          |    |                 | 2A              | Serbia          | 0      |
|  | 4D               | Lettonia         | 0                |  |  | 1B               | Italia           | 3                |  |    |            |            |            |    |                 |                 |                 |        |
|  | 4D               | Lettonia         | 0                |  |  | 1B               | Italia           | 3                |  |    |            |            |            |    |                 |                 |                 |        |
|  | 2D               | Germania         | 3                |  |  | 2D               | Germania         | 0                |  |    |            |            |            |    |                 |                 |                 |        |
|  | 2D               | Germania         | 3                |  |  | 2D               | Germania         | 0                |  |    |            |            |            |    |                 |                 |                 |        |
|  | 3B               | Bulgaria         | 1                |  |  |                  |                  |                  |  |    |            |            |            |    |                 |                 |                 |        |
|  | 3B               | Bulgaria         | 1                |  |  |                  |                  |                  |  |    |            |            |            |    |                 |                 |                 |        |

#### Ottavi di finale
| 11 settembre 2021 Ergo Arena, Danzica Durata: 2h:04 - Spettatori: 4 854     | Russia      | 3 - 1 | Ucraina    | 22-25, 25-16, 25-22, 25-22        |
| 11 settembre 2021 Ergo Arena, Danzica Durata: 1h:23 - Spettatori: 8 526     | Polonia     | 3 - 0 | Finlandia  | 25-16, 25-16, 25-14               |
| 12 settembre 2021 Ostravar Aréna, Ostrava Durata: 1h:05 - Spettatori: 575   | Italia      | 3 - 0 | Lettonia   | 25-14, 25-13, 25-16               |
| 12 settembre 2021 Ergo Arena, Danzica Durata: 2h:21 - Spettatori: 1 819     | Paesi Bassi | 3 - 2 | Portogallo | 22-25, 25-22, 26-24, 20-25, 15-13 |
| 12 settembre 2021 Ostravar Aréna, Ostrava Durata: 1h:36 - Spettatori: 625   | Germania    | 3 - 1 | Bulgaria   | 25-14, 18-25, 25-19, 25-22        |
| 12 settembre 2021 Ergo Arena, Danzica Durata: 2h:20 - Spettatori: 2 123     | Serbia      | 3 - 2 | Turchia    | 25-18, 22-25, 22-25, 25-23, 15-12 |
| 13 settembre 2021 Ostravar Aréna, Ostrava Durata: 1h:46 - Spettatori: 815   | Slovenia    | 3 - 1 | Croazia    | 25-20, 25-18, 19-25, 25-12        |
| 13 settembre 2021 Ostravar Aréna, Ostrava Durata: 1h:32 - Spettatori: 3 896 | Francia     | 0 - 3 | Rep. Ceca  | 22-25, 19-25, 32-34               |

#### Quarti di finale
| 14 settembre 2021 Ergo Arena, Danzica Durata: 1h:28 - Spettatori: 4 245     | Paesi Bassi | 0 - 3 | Serbia   | 23-25, 20-25, 25-27 |
| 14 settembre 2021 Ergo Arena, Danzica Durata: 1h:24 - Spettatori: 8 619     | Polonia     | 3 - 0 | Russia   | 25-14, 26-24, 25-19 |
| 15 settembre 2021 Ostravar Aréna, Ostrava Durata: 1h:16 - Spettatori: 1 895 | Italia      | 3 - 0 | Germania | 25-13, 25-18, 25-19 |
| 15 settembre 2021 Ostravar Aréna, Ostrava Durata: 1h:24 - Spettatori: 5 013 | Rep. Ceca   | 0 - 3 | Slovenia | 21-25, 19-25, 25-27 |

#### Semifinali
| 18 settembre 2021 Spodek, Katowice Durata: 2h:37 - Spettatori: 10 153 | Polonia | 1 - 3 | Slovenia | 25-17, 30-32, 16-25, 35-37 |
| 18 settembre 2021 Spodek, Katowice Durata: 2h:04 - Spettatori: 4 367  | Serbia  | 1 - 3 | Italia   | 27-29, 22-25, 25-23, 18-25 |

#### Finale 3º posto
| 19 settembre 2021 Spodek, Katowice Durata: 1h:27 - Spettatori: 8 977 | Polonia | 3 - 0 | Serbia | 25-22, 25-16, 25-22 |

#### Finale
| 19 settembre 2021 Spodek, Katowice Durata: 2h:24 - Spettatori: 7 000 | Slovenia | 2 - 3 | Italia | 25-22, 20-25, 25-20, 20-25, 11-15 |

## Classifica finale
| Pos | Squadra            | Rosa |
| --- | ------------------ | --- |
|     | Italia             | Formazione: 6 Giannelli, 7 Balaso, 14 Galassi, 15 Sbertoli, 16 Romanò, 17 Anzani, 18 Michieletto, 19 Lavia, 21 Piccinelli, 22 Ricci, 23 Pinali, 26 Cortesia, 28 Recine, 29 Bottolo, CT: De Giorgi                                 |
|     | Slovenia           | Formazione: 1 T. Štern, 2 Pajenk, 4 Kozamernik, 5 Šket, 9 Vinčić, 10 Štalekar, 11 Ž. Štern, 12 Klobučar, 13 Kovačič, 15 Videčnik, 16 Ropret, 17 Urnaut, 18 Čebulj, 19 Možič, CT: Giuliani                                         |
|     | Polonia            | Formazione: 1 Nowakowski, 5 Kaczmarek, 6 Kurek, 9 León, 10 Wojtaszek, 11 Drzyzga, 12 Łomacz, 13 Kubiak, 14 Śliwka, 15 Kochanowski, 16 Semeniuk, 17 Zatorski, 20 Bieniek, 21 Fornal, CT: Heynen                                    |
| 4.  | Serbia             | Formazione: 1 Okolić, 2 Kovačević, 4 Petrić, 6 Peković, 7 Krsmanović, 8 Ivović, 9 Jovović, 12 Perić, 14 Atanasijević, 16 Luburić, 17 Majstorović, 18 Podraščanin, 20 Lisinac, 21 Todorović, CT: Kovač                             |
| 5.  | Paesi Bassi        | Formazione: 2 Keemink, 4 ter Horst, 5 van der Ent, 6 Dronkers, 7 Jorna, 8 Plak, 12 Tuinstra, 13 Ottevanger, 14 Abdel-Aziz, 16 ter Maat, 17 Parkinson, 18 Andringa, 19 de Weijer, 22 Wiltenburg, CT: Piazza                        |
| 6.  | Germania           | Formazione: 1 Fromm, 2 Tille, 3 Schott, 5 Reichert, 6 Kaliberda, 9 Grozer, 10 Zenger, 12 Brehme, 14 Karlitzek, 17 Zimmermann, 18 Krage, 20 Weber, 21 Krick, 23 Goralik, CT: Giani                                                 |
| 7.  | Russia             | Formazione: 1 Podlesnych, 2 Vlasov, 4 Vol'vič, 6 Baranov, 7 Volkov, 8 Tetjuchin, 9 Jakovlev, 11 Pankov, 18 Kljuka, 20 Kurkaev, 23 Klets, 24 Kobzar', 25 Voronkov, 27 Golubev, CT: Sammelvuo                                       |
| 8.  | Rep. Ceca          | Formazione: 1 Moník, 2 Hadrava, 3 Pfeffer, 5 Zajíček, 6 Finger, 9 Patočka, 12 Licek, 13 Galabov, 14 Bartoš, 15 Vašina, 18 Janouch, 19 Bartůněk, 22 Sedláček, 25 Polák, CT: Novák                                                  |
| 9.  | Francia            | Formazione: 1 Chinenyeze, 2 Grebennikov, 4 Patry, 6 Toniutti, 9 N'Gapeth, 11 Brizard, 14 Le Goff, 16 Bultor, 17 Clévenot, 19 Louati, 20 Diez, 21 Faure, 24 Gueye, 28 Rebeyrol, CT: de Rezende                                     |
| 10. | Turchia            | Formazione: 1 Mandıracı, 4 Hatipoğlu, 5 Güngör, 7 Savaş, 10 Yenipazar, 11 Gülmezoğlu, 12 A. Lagumdžija, 13 Karasu, 16 Yatgın, 20 Bayram, 22 Matić, 24 M. Lagumdžija, 30 Ergül, 77 Bülbül, CT: Özbey                               |
| 11. | Bulgaria           | Formazione: 1 Černokožev, 2 Chavdarov, 3 Kolev, 4 Atanasov, 5 Gocev, 6 Stankov, 8 Skrimov, 9 Seganov, 11 Grozdanov, 14 Asparuhov, 15 Lyutskanov, 16 V. Ivanov, 19 Sokolov, 24 M. Ivanov, CT: Prandi                               |
| 12. | Finlandia          | Formazione: 1 Ronkainen, 2 Tervaportti, 3 Esko, 4 Kerminen, 6 Seppänen, 7 Suihkonen, 8 Köykkä, 9 Siirilä, 10 Sivula, 11 Sinkkonen, 12 Nikula, 13 Jokela, 18 Jauhiainen, 23 Mäkinen, CT: Banks                                     |
| 13. | Ucraina            | Formazione: 3 Vijec'kyj, 5 Plotnyc'kyj, 6 Drozd, 7 Brova, 8 Ter'omenko, 9 Ostapenko, 10 Semenjuk, 11 Didenko, 12 Fomin, 14 Koval'ov, 15 Ščytkov, 17 Polujan, 18 Jereščenko, 20 Sydorenko, CT: Krastiņš                            |
| 14. | Croazia            | Formazione: 1 Zhukouski, 2 Bakonji, 3 Brčić, 4 Hanžič, 5 Mitrašinović, 6 Raič, 7 Sedlaček, 8 Šarčević, 9 Đukić, 10 Šestan, 13 Pervan, 16 Andrić, 19 Zeljković, 20 Nikačević, CT: Zanini                                           |
| 15. | Portogallo         | Formazione: 1 Sinfrónio, 2 Pereira, 3 Lopes, 4 Cvetičanin, 5 Marques, 6 A. Ferreira, 7 Casas, 8 Violas, 9 M. Ferreira, 10 P. Martins, 12 L. Martins, 15 Tavares, 17 Andrade, 18 Gaspar, CT: Silva                                 |
| 16. | Lettonia           | Formazione: 1 Ivanovs, 4 Svans, 7 Sauss, 8 Šmits, 9 Egleskalns, 11 D. Petrovs, 12 Buivids, 13 Skrūders, 14 Freimanis, 15 A. Petrovs, 16 Platacs, 17 Ozoliņš, 19 Dardzāns, 22 Jansons, CT: Keel                                    |
| 17. | Bielorussia        | Formazione: 3 Lazuka, 6 Babkevich, 8 Masko, 13 Burau, 14 Pranko, 15 Tsiushkevich, 17 Miskevič, 18 Shkredau, 19 Panasenko, 20 Budziukhin, 21 Kurash, 27 Marozau, 29 Davyskiba, CT: Bekša                                           |
| 18. | Belgio             | Formazione: 1 Van den Dries, 2 Tuerlinckx, 3 Deroo, 4 D'Hulst, 7 Van Elsen, 8 van de Velde, 9 D'Heer, 12 Verhanneman, 13 Thys, 14 Ribbens, 16 Valkiers, 17 Rousseaux, 20 Desmet, 22 McCluskey, 26 Perin, CT: Muñoz                |
| 19. | Slovacchia         | Formazione: 1 Michalovič, 2 Kriško, 5 Nemec, 6 Palgut, 7 Zeman, 8 Ondrovič, 9 Pokopec, 10 Mačuha, 11 Turis, 12 Pátak, 14 Krajčovič, 19 Gavenda, 22 Firkaľ , 24 Goč, CT: Kardoš                                                    |
| 20. | Spagna             | Formazione: 1 Colito, 3 Rodríguez, 5 Lorente, 6 B. Ruiz, 7 Ramón, 9 Vigil, 10 D. Ruiz, 11 Larrañaga, 13 Villena, 14 Fornés, 15 Iribarne, 19 Ferrández, 20 Gimeno, 27 Trinidad, CT: Maldonado                                      |
| 21. | Estonia            | Formazione: 2 Vanker, 3 Allik, 4 Kreek, 7 Teppan, 8 Tammearu, 9 Täht, 10 Maar, 11 Venno, 12 Kollo, 14 Rikberg, 16 Viiber, 17 Tammemaa, 19 Aganits, 24 Hurt, CT: Énard                                                             |
| 22. | Grecia             | Formazione: 1 Zīsīs, 2 Papalexiou, 3 Zoupanīs, 6 Stivachtīs, 7 Petreas, 8 Kokkinakīs, 10 Koumentakīs, 11 Kasampalīs, 12 Voulkidīs, 13 C. Andreopoulos, 15 Raptīs, 19 Mouchlias, 22 Linardos, 27 Prōtopsaltīs, CT: D. Andreopoulos |
| 23. | Macedonia del Nord | Formazione: 1 Angelovski, 2 Ǵ. Ǵorǵiev, 4 N. Ǵorǵiev, 5 Milev, 7 Nakov, 8 Ljaftov, 11 Despotovski, 12 Nikolovski, 15 Madjunkov, 16 Iliev, 17 Kostikj, 18 Mihailov, 19 Nikolov, 20 Savovski, CT: Nikolić                           |
| 24. | Montenegro         | Formazione: 1 Minić, 3 Babić, 4 Zvicer, 5 Strugar, 6 Ćaćić, 8 Lakčević, 12 Ćinćur, 13 Milić, 16 Vukašinović, 17 Ječmenica, 18 Ćulafić, 19 Peruničić, 20 Pavićević, 22 Dubak, CT: Bašič                                            |

|  | Qualificata al campionato mondiale 2022. |

|  | Qualificata al campionato mondiale 2022 e al campionato europeo 2023. |

|  |  | Qualificata al campionato europeo 2023. |

## Premi individuali
| Premio                | Nome                   | Squadra     |
| --------------------- | ---------------------- | ----------- |
| MVP                   | Simone Giannelli       | Italia      |
| Miglior palleggiatore | Gregor Ropret          | Slovenia    |
| Miglior opposto       | Nimir Abdel-Aziz       | Paesi Bassi |
| Miglior schiacciatore | Daniele Lavia          | Italia      |
| Miglior schiacciatore | Alessandro Michieletto | Italia      |
| Miglior centrale      | Marko Podraščanin      | Serbia      |
| Miglior centrale      | Piotr Nowakowski       | Polonia     |
| Miglior libero        | Fabio Balaso           | Italia      |

## Statistiche
| Rendimento individuale | Rendimento individuale | Rendimento individuale | Rendimento individuale |
| Pos.                   | Nome                   | Punti                  | Squadra                |
| ---------------------- | ---------------------- | ---------------------- | ---------------------- |
| 1                      | Nimir Abdel-Aziz       | 173                    | Paesi Bassi            |
| 2                      | Alessandro Michieletto | 133                    | Italia                 |
| 3                      | Uroš Kovačević         | 129                    | Serbia                 |
| 4                      | Wilfredo León          | 127                    | Polonia                |
| 5                      | Adis Lagumdžija        | 124                    | Turchia                |
| 5                      | Tonček Štern           | 124                    | Slovenia               |
| 7                      | Egor Kljuka            | 120                    | Russia                 |
| 8                      | Daniele Lavia          | 119                    | Italia                 |
| 9                      | Leo Andrić             | 112                    | Croazia                |
| 10                     | Giulio Pinali          | 109                    | Italia                 |

| Attacchi vincenti | Attacchi vincenti      | Attacchi vincenti | Attacchi vincenti |
| Pos.              | Nome                   | Punti             | Squadra           |
| ----------------- | ---------------------- | ----------------- | ----------------- |
| 1                 | Nimir Abdel-Aziz       | 146               | Paesi Bassi       |
| 2                 | Uroš Kovačević         | 109               | Serbia            |
| 3                 | Tonček Štern           | 105               | Slovenia          |
| 4                 | Adis Lagumdžija        | 104               | Turchia           |
| 5                 | Wilfredo León          | 102               | Polonia           |
| 6                 | Daniele Lavia          | 98                | Italia            |
| 7                 | Alessandro Michieletto | 96                | Italia            |
| 8                 | Egor Kljuka            | 93                | Russia            |
| 9                 | Tine Urnaut            | 89                | Slovenia          |
| 10                | Urpo Sivula            | 88                | Finlandia         |

| Muri vincenti | Muri vincenti          | Muri vincenti | Muri vincenti |
| Pos.          | Nome                   | Punti         | Squadra       |
| ------------- | ---------------------- | ------------- | ------------- |
| 1             | Piotr Nowakowski       | 32            | Polonia       |
| 2             | Simone Anzani          | 22            | Italia        |
| 3             | Jan Kozamernik         | 21            | Slovenia      |
| 4             | Marko Podraščanin      | 20            | Serbia        |
| 5             | Filip Cvetičanin       | 19            | Portogallo    |
| 6             | Jurij Semenjuk         | 17            | Ucraina       |
| 6             | Jakub Kochanowski      | 17            | Polonia       |
| 8             | Ivan Jakovlev          | 16            | Russia        |
| 8             | Gianluca Galassi       | 16            | Italia        |
| 8             | Alessandro Michieletto | 16            | Italia        |
| 8             | Simone Giannelli       | 16            | Italia        |

| Battute vincenti | Battute vincenti       | Battute vincenti | Battute vincenti |
| Pos.             | Nome                   | Punti            | Squadra          |
| ---------------- | ---------------------- | ---------------- | ---------------- |
| 1                | Leo Andrić             | 23               | Croazia          |
| 2                | Alessandro Michieletto | 21               | Italia           |
| 3                | Todor Skrimov          | 18               | Bulgaria         |
| 4                | Giulio Pinali          | 17               | Italia           |
| 5                | Marko Ivović           | 16               | Serbia           |
| 6                | Nimir Abdel-Aziz       | 15               | Paesi Bassi      |
| 6                | Jakub Kochanowski      | 15               | Polonia          |
| 8                | Wilfredo León          | 14               | Polonia          |
| 8                | Alen Pajenk            | 14               | Slovenia         |
| 10               | Moritz Karlitzek       | 13               | Germania         |
| 10               | Egor Kljuka            | 13               | Russia           |
| 10               | Tonček Štern           | 13               | Slovenia         |